# Jerry Lynn Williams
Jerry Lynn Williams (* 1948 in Dallas, Texas, Vereinigte Staaten; † 25. November 2005 in Sint Maarten) war ein US-amerikanischer Sänger und Komponist.

## Werk und Tod
Williams schrieb Hits für Künstler wie Eric Clapton – darunter Forever Man, See What Love Can Do, Running on Faith, Pretending und Something’s Happening – und verhalf Bonnie Raitt im Jahr 1989 zu einem Grammy Award für ihr Album Nick of Time mit den Liedern Real Man und I Will Not Be Denied. Zuvor schrieb er ebenfalls Songs für Raitts Album Nine Lives. Weiter verfasste er Kompositionen für die Künstler Robert Plant, B.B. King, Stevie Ray Vaughan und Jimmie Vaughan. In den 1970er Jahren veröffentlichte Jerry Lynn Williams Alben unter Warner Bros. und CBS Records. Sein Durchbruch schaffte er mit der Cover-Veröffentlichung des Delbert-McClinton-Hits Givin’ It Up for Your Love. Clapton beschreibt in seiner Autobiografie, dass er Williams Gesang liebe. Der britische Autor Marc Roberty behauptet, dass sich die von Williams verfassten Stücke sehr gut an Claptons Gesang anpassen.
Jerry Lynn Williams starb im Alter von 57 Jahren an Leber- und Nierenversagen auf seiner Yacht am 25. November 2005 in Sint Maarten. Zu dem Zeitpunkt seines Todes war Williams nach einer Scheidungsvereinbarung und einem Urheberrechtsstreit insolvent.

## Diskografie (Auswahl)
Alben
- 1972: Jerry Williams
- 1979: Gone
- 1996: The Peacemaker